# Tor Air
A Tor Air AB, operada como Tor Air, foi uma companhia aérea sueca com sede em Gotemburgo, Suécia.

## História
A empresa foi fundada por investidores privados e recebeu um Certificado de Operador Aéreo Sueco em 1 de dezembro de 2008.  Ela iniciou suas operações em dezembro de 2008 com um Boeing 737-400 alugado da International Lease Finance Corporation. A companhia aérea se especializou em operações de wet-lease e charter, principalmente operando serviços para outras companhias aéreas, quando necessário. A Tor Air posteriormente adquiriu dois Boeing 737-300 para voar de Manchester a Preveza e Gotemburgo, bem como Londres-Gatwick para destinos como Faro, Skiathos, Bourgas, Sharm el-Sheikh, Zante, Kos, Corfu e Rhodes.
Em 25 de abril de 2010, um Boeing 737-400 da Tor Air operou o primeiro voo comercial entre Bagdá e Londres em 20 anos, em um voo Wet lease para a Iraqi Airways. Foi um serviço de curta duração, no entanto, um advogado do Kuwait tentou apreender a aeronave em Londres devido a problemas financeiros entre o Iraque e o Kuwait, isso não foi possível porque a aeronave pertencia a uma empresa sueca e não a uma empresa iraquiana.

### Falência
Em 20 de dezembro de 2011, a Tor Air teve sua licença revogada pelo conselho de transporte da suécia, devido à falta de recursos financeiros suficientes. Todos os funcionários foram despedidos.

## Frota
Em setembro de 2011 a frota da Tor Air consistia nas seguintes aeronaves:
| Aeronaves       | Total | Pedidos | Notas                              |
| --------------- | ----- | ------- | ---------------------------------- |
| Airbus A320-212 | 1     | 0       | Operado pela BH Air                |
| Boeing 737-300  | 2     | 0       | Operado pela Small Planet Airlines |
| Boeing 737-400  | 1     | 0       |                                    |
| Total           | 4     | 0       |                                    |